# محمد زتيلي
محمد زتيلي شاعر وروائي وكاتب وصحفي جزائي، بدأ النشر سنة 1970 . صدرت له أعمال عديدة في الشعر والرواية والمقالة النقدية وقصص الأطفال والمتابعات الصحفية. تتميز مسيرة الأديب بالثراء سواء في جانبها الإبداعي أو في جانبها النضالي ممثلة في جوانبها ذات صلة بالتحرر والحداثة وحرية التعبير، وقد انتخب من طرف الكتاب والصحفيين في هيئات عديدة وطنية ومحلية منذ 1981 إلى 2005

## حياته
عينته السيدة خليدة تومي سنة 2003 على رأس مديرية الثقافة لولاية قسنطينة العاصمة الثقافية للجزائر- ومحافظا للمهرجان الوطني للموسيقى الأندلسية}} سنة 2006 حيث نظم المهجان الوطني للوسيقى الأندلسية في نفس السنة تحت الرعاية السامية لفخامة رئيس الجمهورية الذي افتتحه يوم 16 أفريل 2006 ثم عينته الوزيرة على رأس مديرية الثقافة لثاني أكبر ولاية جزائرية وعاصمة الهضاب العليا مدير الثقافة لولاية سطيف وهذا مند جانفي 2007
هو محمد زتيلي ابن صالح بن احسن بن رابح بن سليمان، مواليد 1952 من مشتة أولاد يعقوب دوار عرش بني مسلم بلدية العنصر دائرة الميلية ولاية قسنطينة عاصمة الشرق الجزائري- سابقا- ولاحقا بلدية خيري واد عجول دائرة العنصر ولاية جيجل الساحلية الجميلة.
حفظ ربع القرأن الكريم على يد والده الشيخ صالح معلم القرية الذي تسبب قصف الدبابات الفرنسية سنة 1957 أو 1958 للقرية بكاملها بيتا بيتا والقيام بمجزرة جماعية لسكان القرية الثائرة بعدما بلغت العدوالفرنسي أنباء عن مرور المجاهدين من القرية والقيام بالتموين المتواصل من لدن سكانها فقام العدو برصف الدبابات في مواجهة القرية في ذلك اليوم ونسف بيوتها بمن فيها من السكان بيتا بيتا وبالتالي في نسف المدرسة أيضا وتوقف التدريس والتحاقه بالعمل الثوري خاصة في مجال الإعلام والأدارة وقد عمل تحت إشراف المجاهد البطل سي معود المعروف في المنطقة والذي تعرض للتعذيب من طرف العدو عدة مرات. وحين هجرة السكان إلى مناطق مجاورة حيث التحقت العائلة بصفه نهائية بقسنطينة التي كان جده احسن قد انتقل إليها عندما أراد الاستعمار الفرنسي تجنيده وترحيله إلى الجبهة خلال الحرب العالمية الأولى 1914/1919 غير أن صغر سنه«11سنة» جعله يبقى في قسنطينة ويمارس فيها التجارة متنقلا إلى القرية باستمرار، وقد استطاع أن يصبح تاجرا مهما وتكونت له مكانة في السوق المغطى الواقعة بوسظ قسنطينة جنب المسرح البلدي التي بنيت حوالي 1860 والتي تهدمت سنة 1948 بسبب التساقط القوي للثلج حتى صار يعرف في قسنطينة هذا العام بعام الثلج.وهذه السوق أُعيد بناؤهافي ساحة بومزو مقابل قصر العدالة وما زالت في نفس المكان وقد رممت عدة السوق عدة مرات لتحتفظ البناية بوظيفتها.
اضطربت تجارة الجد احسن خلال سنوات الثورة التحريرية"1954-1962" ليستقر سنوات في مسقط رأسه غير أن الوضع المزري للقرى والأرياف جعله يقرر العودة عند ابنه الشيخ صالح الذي صار مدرسا في التعليم الابتداي بمجرد توقف الثورة بإعلان الاستقلال دون أن تنقطع صلة العائة بالقرية وبالمنطقة بصفة عامة. درس مجمد زتيلي في قسنطينة المرحلة الايتدائية بمدرسة ابن حفيصة بعوينة الفول ثم بمدرسة النهضة برحبة الصوف ودرس المرحلة الإكمالية بمعهد عبد الحميد بن باديس ودرس المرحلة الثانوية في ثانويةعبد الحميد بن باديس التي تخصل منها على شهادة البكالورياأدب عربي سنة 1971 والتحق بجامعة قسنطينة كلية الحقوق ليبتخرج منهاعام 1975 ثم واصل دراساته العليا بالمعهد العالي للتخطيط بسوريا-دمشق التابع لجامعة الدول العربية.

## أعماله
نشر الأعمال التالية:
- الأكواخ تحترق رواية طبعة أولى سنة 1977 وطبعة ثانية 1982
- فصول الحب والتحول شغر نشر 1982 
- الضفدعة والمطر قصة للأطفال نشر 1984
- فواصل في الحركة الأدبية والفكرية الجزائرية ط 1 1984
- عودة حمار الحكيم محاورات حرة مع حمار حر نصوص ساخرة الكتاب الأول والثاني "1985-2007" ط 1 سنة 2007
-الأعمال الشعرية «أربع مجموعات» ط 1 سنة 2007
- عصافير النهر الكبير رواية ط 1 2007 وسبف أن نشرت مسلسلة غي جريدة النصر في 39 حلقة سنة 1987 ووجد الكاتب عراقيل عديدة من أجل نشرها.
- وله تحت الطبع كتب عديدة منها قصص للأطفال.
وقام محمد زتيلي بتولي مسؤوليات عديدة منها:
- عضو الأمانة التنقيدية لاتحاد الكتاب الجزائريين 1981/1985.
- غضو المجلس الأعلى لأخلاقيات مهنة الصحافة 2001/2005
- عضومؤسس مهرجات محمد العيد ال خليفة 1981 ببسكرة
- عضومؤسس ملتقى الرواية بقسنطينة 1984 
- عضومؤسس ملتقى مالك حداد الشعري بقسنطينة 1979
- مؤسس نادي فكر وفن بقسنطينة ثم نقله إلى سطيف ابتداء من 2008 
-مدير الثقافة لولاية ميلة 2011
حاليا مستشار لوزيرة الثقافة خليدة تومي